# Flagey-Echézeaux
Flagey-Echézeaux est une commune française située dans le département de la Côte-d'Or en région Bourgogne-Franche-Comté.
Ses habitants sont appelés les Flageotins et les Flageotines.

## Géographie
À proximité de Nuits-Saint-Georges, la commune s'étend sur 8,1 km2 et à 224 mètres d'altitude. La densité de population est de 62 habitants par km² eniviron. Flagey-Echézeaux est à 16 km au sud-ouest de Dijon. La rivière la Vouge est le principal cours d'eau qui traverse le village.

### Climat
Pour des articles plus généraux, voir Climat de la Bourgogne-Franche-Comté et Climat de la Côte-d'Or.
En 2010, le climat de la commune est de type climat océanique dégradé des plaines du Centre et du Nord, selon une étude du Centre national de la recherche scientifique s'appuyant sur une série de données couvrant la période 1971-2000. En 2020, Météo-France publie une typologie des climats de la France métropolitaine dans laquelle la commune est dans une zone de transition entre le climat océanique altéré et le climat océanique altéré et est dans la région climatique  Bourgogne, vallée de la Saône, caractérisée par un bon ensoleillement (1 900 h/an), un été chaud (18,5 °C), un air sec au printemps et en été et des vents faibles. 
Pour la période 1971-2000, la température annuelle moyenne est de 10,9 °C, avec une amplitude thermique annuelle de 18 °C. Le cumul annuel moyen de précipitations est de 762 mm, avec 10,9 jours de précipitations en janvier et 7,2 jours en juillet. Pour la période 1991-2020, la température moyenne annuelle observée sur la station météorologique de Météo-France la plus proche, « Saint-Nic. Citeaux », sur la commune de Saint-Nicolas-lès-Cîteaux à 8 km à vol d'oiseau, est de 11,2 °C et le cumul annuel moyen de précipitations est de 813,8 mm,. Pour l'avenir, les paramètres climatiques de la commune estimés pour 2050 selon différents scénarios d'émission de gaz à effet de serre sont consultables sur un site dédié publié par Météo-France en novembre 2022.

## Urbanisme

### Typologie
Au 1er janvier 2024, Flagey-Echézeaux est catégorisée bourg rural, selon la nouvelle grille communale de densité à 7 niveaux définie par l'Insee en 2022.
Elle est située hors unité urbaine. Par ailleurs la commune fait partie de l'aire d'attraction de Dijon, dont elle est une commune de la couronne,. Cette aire, qui regroupe 333 communes, est catégorisée dans les aires de 200 000 à moins de 700 000 habitants,.

### Occupation des sols
L'occupation des sols de la commune, telle qu'elle ressort de la base de données européenne d’occupation biophysique des sols Corine Land Cover (CLC), est marquée par l'importance des territoires agricoles (75,2 % en 2018), en diminution par rapport à 1990 (76,3 %). La répartition détaillée en 2018 est la suivante : 
terres arables (61,4 %), forêts (18,9 %), cultures permanentes (12,8 %), zones urbanisées (4,8 %), milieux à végétation arbustive et/ou herbacée (1,1 %), zones agricoles hétérogènes (1 %).
L'IGN met par ailleurs à disposition un outil en ligne permettant de comparer l’évolution dans le temps de l’occupation des sols de la commune (ou de territoires à des échelles différentes). Plusieurs époques sont accessibles sous forme de cartes ou photos aériennes : la carte de Cassini (XVIIIe siècle), la carte d'état-major (1820-1866) et la période actuelle (1950 à aujourd'hui).

## Politique et administration

### Ancien Régime
- Antoine-Alexandre César Fuligny-Damas de Rochechouart et son épouse et leur fille unique Catherine, seigneur de Agey, Meilly-sur-Rouvres, Marigny, Athie, Aubigny, Flagey-Echézeaux, .

### Depuis La Révolution
| Période                                  | Période   | Identité                   | Étiquette | Qualité |
| ---------------------------------------- | --------- | -------------------------- | --------- | ------- |
| mars 2001                                | mars 2008 | M. Gérard Nocquet          |           |         |
| mars 2008                                |           | M. Jean-François Collardot |           |         |
| Les données manquantes sont à compléter. |           |                            |           |         |

### Démographie
L'évolution du nombre d'habitants est connue à travers les recensements de la population effectués dans la commune depuis 1793. Pour les communes de moins de 10 000 habitants, une enquête de recensement portant sur toute la population est réalisée tous les cinq ans, les populations de référence des années intermédiaires étant quant à elles estimées par interpolation ou extrapolation. Pour la commune, le premier recensement exhaustif entrant dans le cadre du nouveau dispositif a été réalisé en 2008.

En 2022, la commune comptait 494 habitants, en évolution de +6,47 % par rapport à 2016 (Côte-d'Or : +0,82 %, France hors Mayotte : +2,11 %).
| 1793 | 1800 | 1806 | 1821 | 1831 | 1836 | 1841 | 1846 | 1851 |
| ---- | ---- | ---- | ---- | ---- | ---- | ---- | ---- | ---- |
| 210  | 237  | 251  | 237  | 268  | 242  | 261  | 275  | 285  |

| 1856 | 1861 | 1866 | 1872 | 1876 | 1881 | 1886 | 1891 | 1896 |
| ---- | ---- | ---- | ---- | ---- | ---- | ---- | ---- | ---- |
| 268  | 275  | 300  | 317  | 298  | 298  | 288  | 273  | 281  |

| 1901 | 1906 | 1911 | 1921 | 1926 | 1931 | 1936 | 1946 | 1954 |
| ---- | ---- | ---- | ---- | ---- | ---- | ---- | ---- | ---- |
| 283  | 271  | 260  | 221  | 213  | 225  | 228  | 243  | 268  |

| 1962 | 1968 | 1975 | 1982 | 1990 | 1999 | 2006 | 2008 | 2013 |
| ---- | ---- | ---- | ---- | ---- | ---- | ---- | ---- | ---- |
| 261  | 236  | 320  | 430  | 448  | 494  | 500  | 502  | 460  |

| 2018 | 2022 | - | - | - | - | - | - | - |
| ---- | ---- | - | - | - | - | - | - | - |
| 482  | 494  | - | - | - | - | - | - | - |

## Vignobles
La commune de Flagey-Echezeaux est située au sud du Clos de Vougeot. Le village est dans la plaine, tout comme Gilly-lès-Cîteaux, en face du Clos de Vougeot, et borde la commune de Vosne-Romanée. Le vignoble longe le mur du Clos Vougeot, et se prolonge jusqu'à la montagne. La partie en plaine peut bénéficier de l'appellation Vosne-romanée. Sur le coteaux se succèdent deux grands crus : Grand-Échezeaux et Échezeaux.
Principaux grands crus
- Échézeaux en Orveaux (Grand Cru)
- Grands-Échézeaux

Principaux premiers crus
- Beaux-Monts
- Les rouges du dessus
- en Orveaux (Premier Cru)

L'appellation Grands-échézeaux couvre une surface de 9 ha et produit 256 hl en moyenne, alors que l'Echézeaux couvre environ 35 ha et produit environ 950 hl de vin.
12 ha produisent environ 1 300 hl de Vosne-romanée premier cru.
Le sol calcaire est particulièrement adapté à la production de grands crus.
Le vignoble du grand cru « Échezeaux », exposé est-sud/est est situé juste au-dessus des Grand Échezeaux.
L'Échezeaux (AOC) échezeaux grand cru est un vin particulièrement fin aux arômes intenses de fruits rouges et d'épices. Il possède une structure complexe et une grande longueur en bouche. Il sera un compagnon idéal pour des viandes rouges en sauce, les rôtis, gibiers ainsi que la majorité des fromages. Il se gardera entre 10 et 15 années voire plus, suivant les millésimes et les conditions de conservation.

## Héraldique
| Blason de Flagey-Echézeaux | Blason  | De gueules au chevron d'or chargé de trois feuilles d'érable de gueules et accompagné en pointe d'une gerbe de blé d'or liée de gueules. |
| Blason de Flagey-Echézeaux | Détails | Le statut officiel du blason reste à déterminer.                                                                                         |